# Luc Aerts (politicus)
Luc Maria Theresia Karel Aerts (Brecht, 6 juni 1959) is een Belgische advocaat en christendemocratisch politicus voor de CVP en diens opvolger CD&V. 

## Levensloop
Aerts groeide op in Brecht, alwaar zijn moeder Maria Van Dongen actief was als CVP-gemeenteraadslid. Zijn vader was werkzaam in de trapistenbrouwerij van Westmalle. Aerts ging in zijn geboortedorp naar school bij de zusters annonciaden en voltooide er zijn lagere school op de gemeentelijke jongensschool. Vervolgens trok hij als intern naar het kleinseminarie te Hoogstraten, waar hij de Latijn-Griekse afdeling volgde. Hierop aansluitend doorliep hij universitaire studies aan de Katholieke Universiteit Leuven, alwaar hij baccalaureus in het Kerkelijk Recht (1981) werd en licentiaat in de Rechten (1982). Hierop trok hij naar Londen, waar hij aan de Universiteit van Londen (Queen Mary College & London School of Economics) in 1983 Master of Laws werd. Na een tiental maanden legerdienst als juridisch adviseur van de Sociale Dienst van het Leger en de Rijkswacht was hij in de periode 1983-85 assistent in de Faculteit der Rechtsgeleerdheid van de Katholieke Universiteit te Leuven, afdeling "Internationaal en Buitenlands Recht", onder leiding van Professor Dr. Hans Van Houtte, en werd hij vanaf 1983 ook advocaat bij de Balie te Antwerpen.
In 1995 werd Aerts voorzitter van de toenmalige CVP-afdeling in de gemeente Brecht. Door interne verdeeldheid was deze partij na de gemeenteraadsverkiezingen van 1994 op de oppositiebanken terechtgekomen. Ofschoon hij bij de volgende stembusgang in 2000 verkozen werd, werd het geen doorbraak voor zijn politieke formatie en belandde hij voor nog eens zes jaar in de oppositie. Tegelijkertijd werd hij politieraadslid in de Politiezone Voorkempen. De ommekeer kwam tot stand bij de volgende gemeenteraadsverkiezingen van 2006. Het door hem geleide kartel met N-VA werd de grootste politieke fractie met 9 verkozenen. Hij vormde een coalitie met Open Vld en Sp.a. Deze coalitie kreeg de steun van de kieslijst (H)eerlijk Brecht, die geen schepenmandaat opnam. Hij werd benoemd tot burgemeester. In 2009 nam hij deel aan de Vlaamse verkiezingen, maar werd daarbij niet verkozen. Bij de stembusgang van 2012 vormde hij een kartel met CDB, waarbij Aerts fungeerde als lijsttrekker. De kieslijst behaalde 11 zetels en zelf kreeg hij 3.180 voorkeurstemmen. Ditmaal sloot hij een bestuursakkoord met Open Vld, sp.a en Groen en werd hij opnieuw tot burgemeester benoemd.
Bij de verkiezingen van 2018 viel Aerts (wederom lijsttrekker) terug naar 2.382 stemmen en werd zijn partij voorbijgestoken door de N-VA van Sven Deckers. De twee partijen vormden een bestuursmeerderheid. Deckers werd burgemeester en Aerts eerste schepen. Bij de stembusgang van 2024 was hij lijstduwer voor het kartel NU2960, dat naast CD&V-CDB uit Vooruit en Open Vld bestaat.
Hij is gehuwd en heeft twee kinderen.

## Onderscheidingen
- Officier in de Kroonorde (1 maart 2010).